# 永遠に秘密さ
「永遠に秘密さ」（えいえんにひみつさ）は、近藤真彦の15作目のシングルレコード。1984年9月13日に発売された。発売元はRVC。

## 解説
オリコンチャート発表の売上枚数は23.9万枚。
当シングル（A・B面共）作曲・編曲を手掛けた山下達郎が、レコーディング時にコーラスとギターを担当。B面は、山下が「RIDE ON TIME」の別バージョンとして、CMタイアップ曲用に提出したものの採用されなかったバージョンを小杉理宇造が気に入った事から、新たに詞を入れたものである。
近藤の歌手デビュー時からのレコードレーベルであるRVC（RCA）からシングル・リリースされるのは、当曲で最後と成った。

## 収録曲
- 両楽曲共に、作詞：松本隆／作曲：山下達郎

1. 永遠に秘密さ
編曲：山下達郎
2. One more time
編曲：馬飼野康二・山下達郎